# Mamadou Zongo
Mamadou Zongo (Bobo-Dioulasso, 8 ottobre 1980) è un ex calciatore burkinabé Attualmente è un allenatore.

## Carriera
La sua ultima squadra è stata l'ASFA Yennenga, prima ha militato nell'U Cluj, formazione che milita nella massima divisione del campionato di calcio rumeno.
Firmato un contratto nel novembre 2007 con la squadra rumena, complice un infortunio al ginocchio, è stato svincolato nel dicembre dello stesso anno.
Gioca nel ruolo di attaccante, anche se si adatta bene anche come trequartista e ala destra.
Gran parte della sua carriera l'ha trascorsa nei Paesi Bassi, in particolare ha passato delle ottime stagioni vestendo la maglia del Vitesse Arnhem per ben 7 anni.
È stato una delle colonne della nazionale del suo Paese, avendo esordito nella nazionale maggiore già prima dei 18 anni.
Dopo aver ottenuto il patentino di allenatore è stato assunto dal Santos Fc, squadra del massimo campionato burkinabé. Attualmente allena, sempre nel suo paese la squadra dell'ASFB.

## Palmarès

### Club

#### Competizioni nazionali
- Campionato di calcio del Burkina Faso: 1

RC Bobo: 1996
- Campionato ivoriano: 1

ASEC Mimosas: 1997
- Coppa della Costa d'Avorio: 1

ASEC Mimosas: 1997